# Pałac Królewski w Turynie

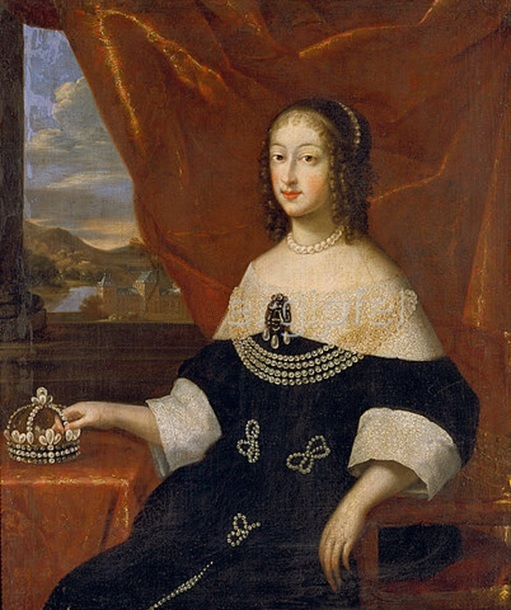
Fundatorka pałacu, Krystyna Maria Burbon (obraz olejny nieznanego artysty z 1633 roku)

 Pałac Królewski w Turynie (wł. Palazzo Reale di Torino) – pałac dynastii sabaudzkiej w Turynie, zbudowany w XVII wieku z inicjatywy regentki Sabaudii, Krystyny Marii Burbon. W 1946 roku przejęty przez państwo włoskie i przeznaczony na muzeum dynastii sabaudzkiej.

## Historia
Budowę pałacu zleciła po 1645 roku regentka Sabaudii, Krystyna Maria Burbon, która zapragnęła mieć reprezentacyjną rezydencję dla swego dworu. Pałac miał stanowić połączenie z innymi budynkami, istniejącymi w okolicy i będącymi siedzibą dworu. Wcześniej na jego miejscu stał pałac biskupi. Pałac został zaprojektowany przez nieznanego architekta, ale pierwszy projekt prawdopodobnie wykonał Amedeo di Castellamonte, autor fasady. Prace wykończeniowe i dekoracja wnętrz kontynuowane były przez kolejnych władców: Wiktora Amadeusza II, Karola Emanuela III i Wiktora Amadeusza III. Budowę pałacu ukończono w 1800 roku. W 1663 roku, z okazji ślubu Karola Emanuela II z Franciszką Magdaleną Orleańską ukończono korpus główny pałacu oraz jego fasadę. W 1694 roku ukończono budowę kaplicy Świętego Całunu, zaprojektowanej w 1668 roku Guarino Guarini jako element łączący od strony zachodniej pałac królewski z katedrą turyńską. W 1697 roku francuski architekt krajobrazu André Le Nôtre zaprojektował klomby kwiatowe. W 1720 roku z okazji ślubu Karola Emanuela III z Anną Wittelsbach Filippo Juvara zaprojektował ogromne schody zwane „scala delle forbici” („schody nożyczek”), łączące pierwsze i drugie piętro. Nazwa pochodzi od ozdobnego motywu, umieszczonego na drugim piętrze, będącego odpowiedzią artysty na plotki kurtyzan, nie wierzących w możliwość zbudowania takich schodów. W XIX wieku król Karol Abert zlecił architektowi Palagio Palagiemu przebudowę pałacu w stylu neoklasycznym.
W 1946 roku Pałac Królewski został przejęty przez państwo włoskie i przeznaczony na muzeum dynastii sabaudzkiej.
W 1997 roku Pałac Królewski wraz z innymi rezydencjami królewskimi dynastii sabaudzkiej został wpisany na listę światowego dziedzictwa UNESCO.

## Wystrój wnętrza
Dekoracje wnętrz i znajdujące się w nich meble są dziełem wielu artystów, którzy pracowali tam od XVII do XIX wieku. Na pierwsze piętro pałacu prowadzą monumentalne schody Domenico Ferriego z lat 1864–1865), ozdobione XVIII-wiecznymi malowidłami i rzeźbami.
Ogromną Salę Szwajcarów (Salone degli Svizzeri) zdobi fryz braci Antonio i Gian Francesco Fea, przedstawiający legendarnych przodków dynastii sabaudzkiej oraz wielki obraz Emanuel Filibert w bitwie pod San Quintino, namalowany w 1557) roku przez Palma di Giovane; znajduje się tu też Galeria Świętego Całunu z przejściem do kaplicy, Galleria delle Battaglie, słynne schody z nożyczkami Filippo Juvary oraz przejście do kolejnych, reprezentacyjnych pomieszczeń.
Pierwszym z nich jest pokój z kirasjerów (sala dei corazzieri) ozdobiony dwoma gobelinami z końca XVII wieku, następnie sala Piechurów i Cnót (sala degli Staffieri o delle Virtù), przedstawionych na fryzie i obrazie pędzla Charles'a Dauphina; ściany pomieszczenia zdobią gobeliny. Salę paziów lub zwycięstw (sala dei Paggi o delle Vittorie) zdobią XVII-wieczne dekoracje. Majestatyczną salę tronową (sala del Trono) zdobią złote nacięcia z różnych epok. Kolejne pomieszczenia: pokój Audiencji (sala delle Udienze) i pokój Rady (sala del Consiglio) zachowały swe XVI-wieczne stropy. Gabinet chiński (Gabinetto Cinese) jest pokryty oryginalnymi jeziorami według projektu Juvary oraz freskiem Claudio Francesco Beaumonta. Sypialnię Karola Alberta zdobi obraz Defendente Ferrari oraz ozdobny klęcznik Karola Alberta. W sali śniadaniowej (sala della Colazione) uwagę zwraca ozdobna przesłona kominkowa, którą wykonał Giuseppe Maria Bonzanigo. Galeria Daniela (Galleria del Daniel), zamykająca wschodnie skrzydło pałacu, została ukończona w czasach Wiktora Amadeusza II.
Dalej następują pokoje królowej: sypialnia, pokój do pracy, pokój do toalety, pokój służby i kaplica prywatna, wszystkie bogato zdobione. Z prywatnego gabinetu z miniatur (Gabinetto delle miniature), nazwanego tak z powodu znajdującej się w nim kolekcji miniaturowych portretów dynastii sabaudzkiej (z XVII i XIX wieku) droga wiedzie do jadalni (Sala da pranzo), ozdobionej turyńskimi gobelinami i dalej, do XVII-wiecznego pokoju kawy (Sala del caffé) oraz do wytwornej alkowy (Camera dell'alcova), w której znajduje się część kolekcji japońskich i chińskich wazonów Karola Alberta. Ostatnie pokoje to sala tronowa królowej (sala del trono della Regina), z marmurowymi owalami (1739) i malowidłem Triumf Gracji na sklepieniu, oraz sala balowa (Sala da ballo), z kolumnami z białego marmuru. Na drugim piętrze znajdują się pozostaleapartamenty z książąt Sabaudii i książąt Aosty, z dekoracjami i meblami z XVII i XIX wieku.